# Bumm! (kvízműsor)
A Bumm! egy licencszerződésen alapuló kvízműsor, amely a TV2 csatornáján látható 2014. szeptember 28-tól. A műsor magyar verziója követi az eredeti izraeli Boom! című show-műsorban alkalmazott szabályrendszert. A műsorvezetők az első évadban Liptai Claudia és Kasza Tibi voltak, míg a 2. évadtól Till Attila, aki egyedül vezette a második és a harmadik évadot is.

## Formátum
A Bumm! egy izraeli formátum, gyártója és forgalmazója a Keshet Broadcasting Ltd. A műsorban egy négyfős csapat küzd a főnyereményért, azaz 20 millió forintért. Nyolc bomba van elhelyezve a stúdióban, amiket egyesével kell hatástalanítani. A játékosok kapnak egy-egy kérdést és a játék előrehaladtával egyre több válaszlehetőséget. Minden válaszhoz tartozik egy színes drót a bombán, amit a kézbe kapott csipesszel kell elvágni, arra ügyelve, hogy a helyes válaszhoz tartozó darab sértetlen maradjon. Tehát csak a rossz válaszokhoz tartozó színes drótokat kell a játékosnak elvágnia. Az első négy kérdéshez négy, az ötödiktől a hetedikig kérdéshez öt lehetséges válasz és színes drót tartozik. A játékosoknak 1 perc (Az 5. bombától 2 perc) áll rendelkezésükre hatástalanítani a bombákat. Az utolsó, nyolcadik bombánál (ami az ún. szuperbomba) dől el a nyeremény összege.
A játékosok 0 forinttól indulnak, minden hatástalanított bombával egy vele járó összeget kapnak. Ha egy bomba felrobban, a hozzá járó összeg elfüstöl, és annyival kevesebbet nyerhetnek meg.
A műsor legizgalmasabb pontja, amikor a bomba felrobban és színes festékporra emlékeztető anyag robban a játékos arcába. Ez akkor történik meg, ha a versenyző a jó válaszhoz tartozó drótot vágja el vagy ha kifut az időből, azaz az idő lejárta előtt nem vágja el az összes rossz válaszhoz tartozó drótot. A védelem érdekében a versenyzők műanyag védőszemüveget viselnek. Minden felrobbant bomba után a csapat egy bizonyos összegű pénzt veszít.
Az első adást 2014. szeptember 28-án láthatták a nézők, amiben a Sztárban sztár négy énekese, Dukai Regina, Koós Réka, Kökény Attila és Pál Dénes játszott. A négy sztárvendég végül 4 millió forinttal távozott, amit jótékony célokra ajánlottak fel. Az első speciális adást átlagosan 1,2 millióan nézték.
A civil játékosok mellett ismert emberekből álló csapatok is versenyeznek a műsorban.